# Bloqueo del estrecho de Gibraltar
Se conoce con el nombre de bloqueo del Estrecho de Gibraltar o, simplemente, como bloqueo del Estrecho, a las operaciones navales y aéreas que tuvieron lugar nada más conocerse en la tarde del 17 de julio de 1936 que el Golpe de Estado había triunfado en el Protectorado de Marruecos. El ministro de Marina José Giral, que dos días después acabaría presidiendo el gobierno de la Segunda República Española, ordenó que varios barcos de guerra se dirigieran al estrecho de Gibraltar para que bloquearan el paso a la península de las tropas coloniales y bombardearan, junto con la aviación leal, las posiciones rebeldes en Ceuta, Melilla, Tetuán y el golfo de Cádiz.
Debido a que las dotaciones de esos barcos se rebelaron contra sus oficiales, que estaban comprometidos en el golpe, los sublevados no pudieron disponer inicialmente del Ejército de África, compuesto por la Legión Extranjera y los regulares (tropas formadas por marroquíes mandados por oficiales españoles), y que constituía la principal fuerza de combate con que contaban los sublevados para tomar Madrid, una vez detenidas las columnas del general Mola en la batalla de Guadarrama. En un primer momento las fuerzas del bando sublevado consiguieron superar el bloqueo gracias a la rápida ayuda que recibieron de la Alemania nazi y de la Italia fascista que les proporcionaron los transportes aéreos, los cazas y los bombarderos para poder organizar un puente aéreo con la península, además de conseguir la superioridad aérea en el estrecho que hizo posible que el 5 de agosto de 1936 pudiera cruzarlo una pequeña flota llamada por la propaganda de los sublevados "Convoy de la Victoria". Sin embargo el desbloqueo completo del paso del estrecho no se produciría hasta finales de septiembre cuando el gobierno republicano decidió transferir la mayoría de sus barcos de guerra al Cantábrico, "quizá el mayor error de la Guerra Civil" según el historiador británico Michael Alpert, lo que permitió que los cruceros franquistas Canarias y Almirante Cervera se dirigieran al estrecho desde la base de Ferrol y hundieran el destructor Almirante Ferrándiz e hicieran huir al Gravina, haciéndose con el control del estrecho de Gibraltar que a partir de entonces estuvo dominado por los sublevados permitiendo el paso continuado de convoyes desde Marruecos a la península.

## Antecedentes

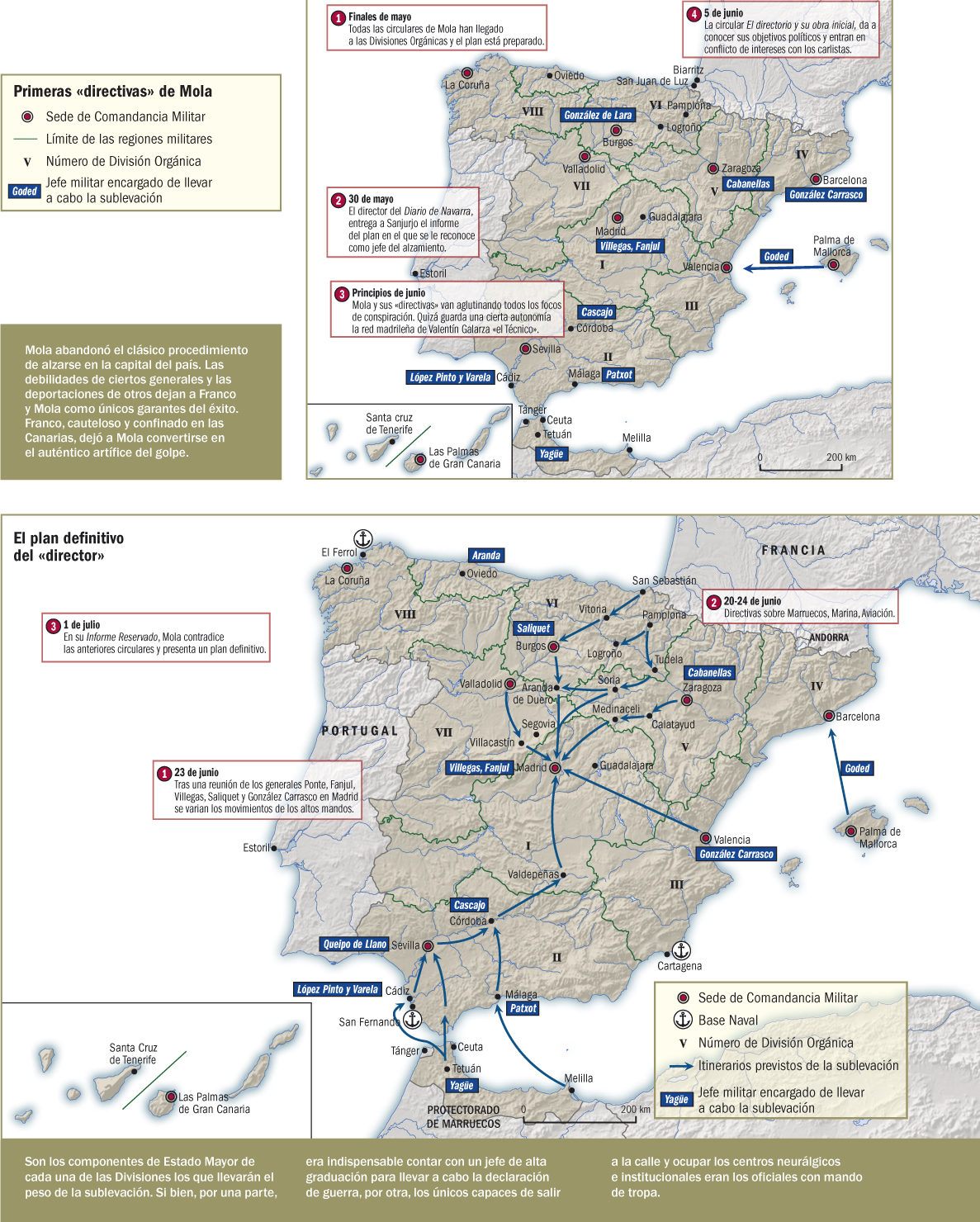
Plan golpista trazado por Emilio Mola.

El plan del general Emilio Mola, "el Director" del golpe de Estado en España de julio de 1936, era un levantamiento coordinado de todas las guarniciones comprometidas, que implantarían el estado de guerra en sus demarcaciones, comenzando por el Ejército de África, que entre los días 5 y 12 de julio realizó unas maniobras en el Llano Amarillo donde se terminaron de perfilar los detalles de la sublevación en el Protectorado de Marruecos. Como se preveía que en Madrid era difícil que el golpe triunfase por sí solo (la sublevación en la capital estaría al mando del general Fanjul), estaba previsto que desde el norte una columna dirigida por el propio Mola se dirigiera hacia Madrid para apoyar el levantamiento de la guarnición de la capital. Y por si todo eso fallaba estaba planeado que el general Franco, después de sublevar las islas Canarias se dirigiría desde allí al Protectorado español de Marruecos a bordo del avión Dragon Rapide, fletado en Londres el 6 de julio por el corresponsal del diario ABC Luis Bolín gracias al dinero aportado por Juan March, para ponerse al frente de las tropas coloniales, cruzar el estrecho de Gibraltar y avanzara sobre Madrid, desde el sur y desde el oeste.
El mismo día 19 de julio en que fue sofocada la rebelión en Madrid salieron de la capital hacia la sierra de Guadarrama varias columnas compuestas por milicianos y por tropas de las unidades militares que habían sido disueltas por orden del gobierno para evitar que se pudieran sumar a la sublevación. Allí consiguieron impedir que las columnas de los sublevados enviadas por el general Mola desde Castilla y León y desde Navarra consiguieran atravesar los puertos de montaña de la sierra madrileña y llegar a la capital. El frente norte de Madrid quedó así estabilizado hasta el final de la guerra. Esta primera campaña de la guerra civil fue conocida con el nombre de batalla de Guadarrama. Ahora el éxito del golpe dependía de que el ejército colonial pudiera cruzar desde Marruecos a la península.

## Desarrollo

### El bloqueo del estrecho de Gibraltar por la marina republicana
Nada más conocerse el 17 de julio por la tarde que la sublevación militar había triunfado en el Protectorado de Marruecos el ministro de Marina José Giral (que dos días después acabaría presidiendo el gobierno de la República tras la dimisión de Santiago Casares Quiroga y del gobierno "relámpago" de Diego Martínez Barrio) ordenó que varios barcos de guerra se dirigieran al estrecho de Gibraltar para que bloquearan el paso a la península de las tropas coloniales y bombardearan las posiciones de los sublevados en el Norte de África.
También se ordenó que los aviones disponibles también participaran en los bombardeos para lo que fueron rápidamente reconvertidos aviones comerciales Douglas DC-2 y Fokker F.VII que despegaron del aeródromo de Tablada (Sevilla) para realizar una serie de incursiones en los días 17 y 18 de julio sobre Melilla (donde fue alcanzado el cuartel de la Legión Extranjera), Ceuta, Larache y Tetuán. Sobre esta última localidad, que era la capital del Protectorado, se lanzaron 8 bombas que alcanzaron el edificio del Alto Comisariado pero también la mezquita y sus alrededores, causando numerosas víctimas. "Al final lo que consiguió este bombardeo de Tetuán fue irritar a los marroquíes y aglutinarles alrededor de los sublevados".

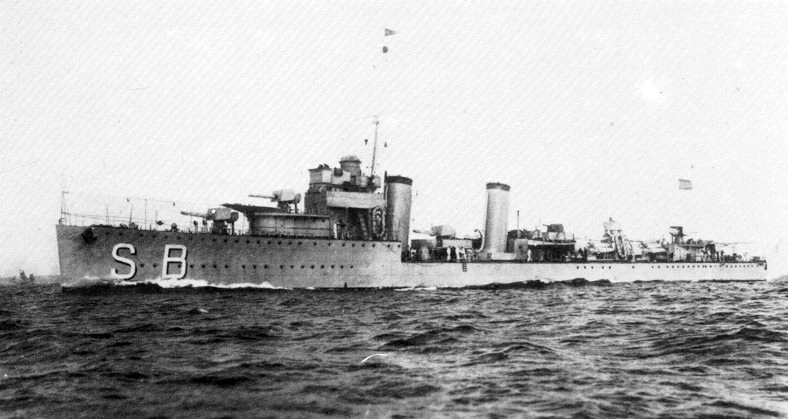
Destructor Sánchez Barcáiztegui

En la madrugada del sábado 18 de julio el general Franco envió desde Canarias un telegrama de felicitación a Melilla por el éxito de la sublevación que también fue transmitido a las bases navales. Desde la de Cartagena se envió el mensaje de Franco a la central radiotelegráfica del Estado Mayor de la Marina en Madrid con la instrucción "cúrsese a las guarniciones". En ese momento estaba de guardia el oficial tercero del Cuerpo de Auxiliares Radiotelegráficos Benjamín Balboa López, afiliado a la UMRA y que ya había denunciado en diversas ocasiones las actividades "facciosas" de jefes y oficiales del Cuerpo General de la Armada lo que le había valido también algún arresto, quien informó directamente al ayudante del ministro Giral, el teniente de navío Pedro Prado Mendizábal, saltándose la cadena de mando en el Estado Mayor en la Marina, de la que sospechaba que estaba implicada en la conspiración, incluido su jefe el vicealmirante Javier Salas, y cuando recibió la orden del jefe de la central radiotelegráfica de que comunicara el mensaje de Franco a las guarniciones Balboa se negó a obedecer y lo arrestó. Balboa a continuación contactó con todos los buques de la Armada y a los radiotelegrafistas de los mismos, a la mayoría de los cuales los conocía personalmente, les informó de que sus oficiales podían estar a punto de sublevarse contra el gobierno y establecieron una clave para que comunicaran si esto sucedía.
Los comandantes de los destructores Almirante Valdés y Sánchez Barcáiztegui, obedecieron la orden del ministro de marina de bombardear las posiciones de los sublevados en Marruecos, pero después de cañonear Ceuta, decidieron entrar en Melilla, lo que suponía ponerse de parte de los sublevados. Por su parte el destructor Churruca y el cañonero Dato no sólo desobedecieron la orden sino que transportaron tropas sublevadas desde Ceuta hasta Cádiz. El sábado 18 de julio el destructor Churruca y la montonave Ciudad de Cádiz llevaron 220 hombres a Cádiz y al día siguiente el cañonero Dato, junto con el buque Cabo Espartel, transportaron 170 hombres más a Algeciras.

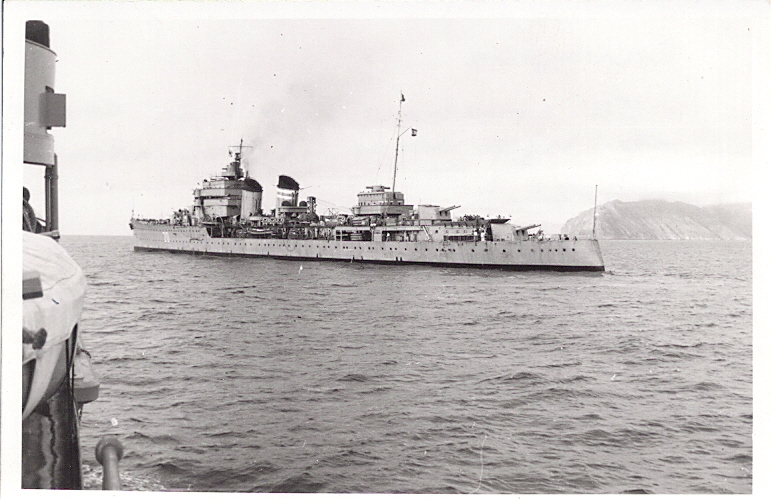
Crucero ligero Miguel de Cervantes

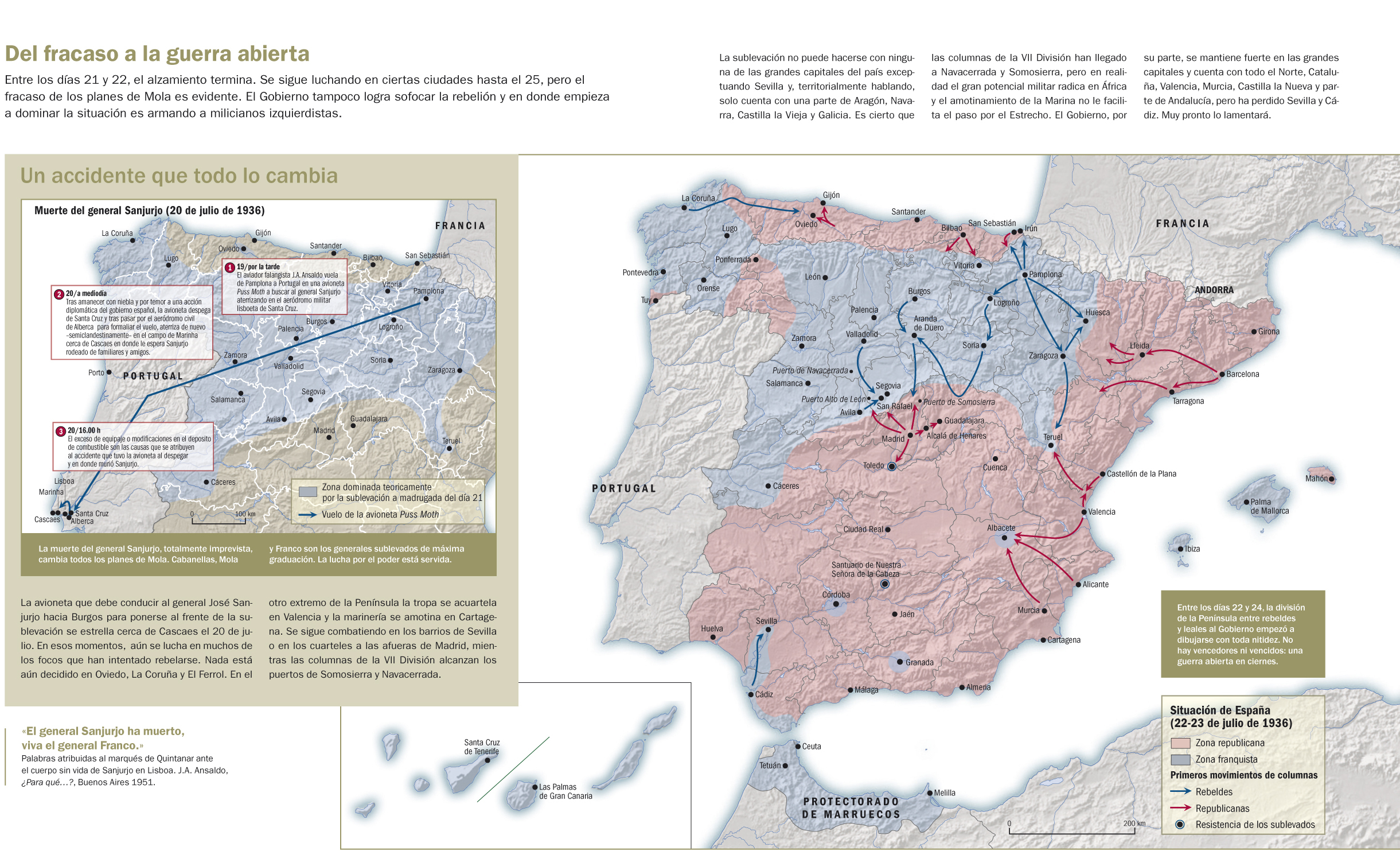
Situación hacia el 22-23 de julio de 1936, antes del inicio de la participación alemana e italiana. En azul las zonas controladas por los sublevados.

En la noche del sábado 18 de julio, las dotaciones de los destructores Almirante Valdés y Sánchez Barcáiztegui se amotinaron y arrestaron a sus oficiales que se habían sublevado, abandonando Melilla y poniendo rumbo a la base naval de Cartagena. A las ocho y cuarto de la mañana del día siguiente, domingo 19 de julio, la dotación del Churruca también se amotinaba y detenía a sus oficiales sublevados. Ese mismo día las dotaciones de los guardacostas Uad-Lucus y Uad-Muluya y el cañonero Laya obligaron a sus respectivos comandantes a dirigirse al puerto internacional de Tánger (mientras que los guardacostas Dato y Uad-Kert se sumaban a la sublevación entrando en Ceuta, así como el torpedero T-19). Los amotinamientos continuaron en el resto de destructores que se encontraban en el área del estrecho (el Alsedo, el José Luis Díez, el Alcalá Galiano). Lo mismo sucedió en el acorazado Jaime I y los cruceros Libertad y Miguel de Cervantes, que habían zarpado desde la base naval de Ferrol rumbo a la zona del Estrecho de Gibraltar. También se amotinaron las dotaciones de los submarinos Isaac Peral (C-1), C-3, C-4 y B-1 cuando sospecharon de la actitud de sus oficiales. Los mandos del C-6 fueron arrestados cuando atracaron en Málaga.
Fue así como se cumplió la orden de bloquear el estrecho de Gibraltar para impedir el paso de tropas sublevadas desde el Protectorado español de Marruecos a la Península. Después del viaje que hicieron el destructor Churruca el 18 de julio y el cañonero Dato el 19, sólo cruzaron el estrecho dos faluchos con 150 hombres en la noche del 24 al 25 de julio, conducidos por el teniente de navío Mora de Figueroa, gracias a que la niebla los protegió de los proyectores del acorazado Jaime I. Estos fueron los únicos barcos que pasaron el bloqueo republicano.
En cuanto a la misión de bombardeo de las posiciones sublevadas, el 25 de julio el acorazado Jaime I, el crucero Libertad y el crucero Miguel de Cervantes bombardearon de nuevo Ceuta y al día siguiente Melilla siendo hostigados por aviones Breguet 19 que habían quedado en manos de los sublevados. El 2 de agosto volvieron a bombardear Ceuta, además de Algeciras y Tarifa.

### El puente aéreo y el primer paso del estrecho por las fuerzas sublevadas

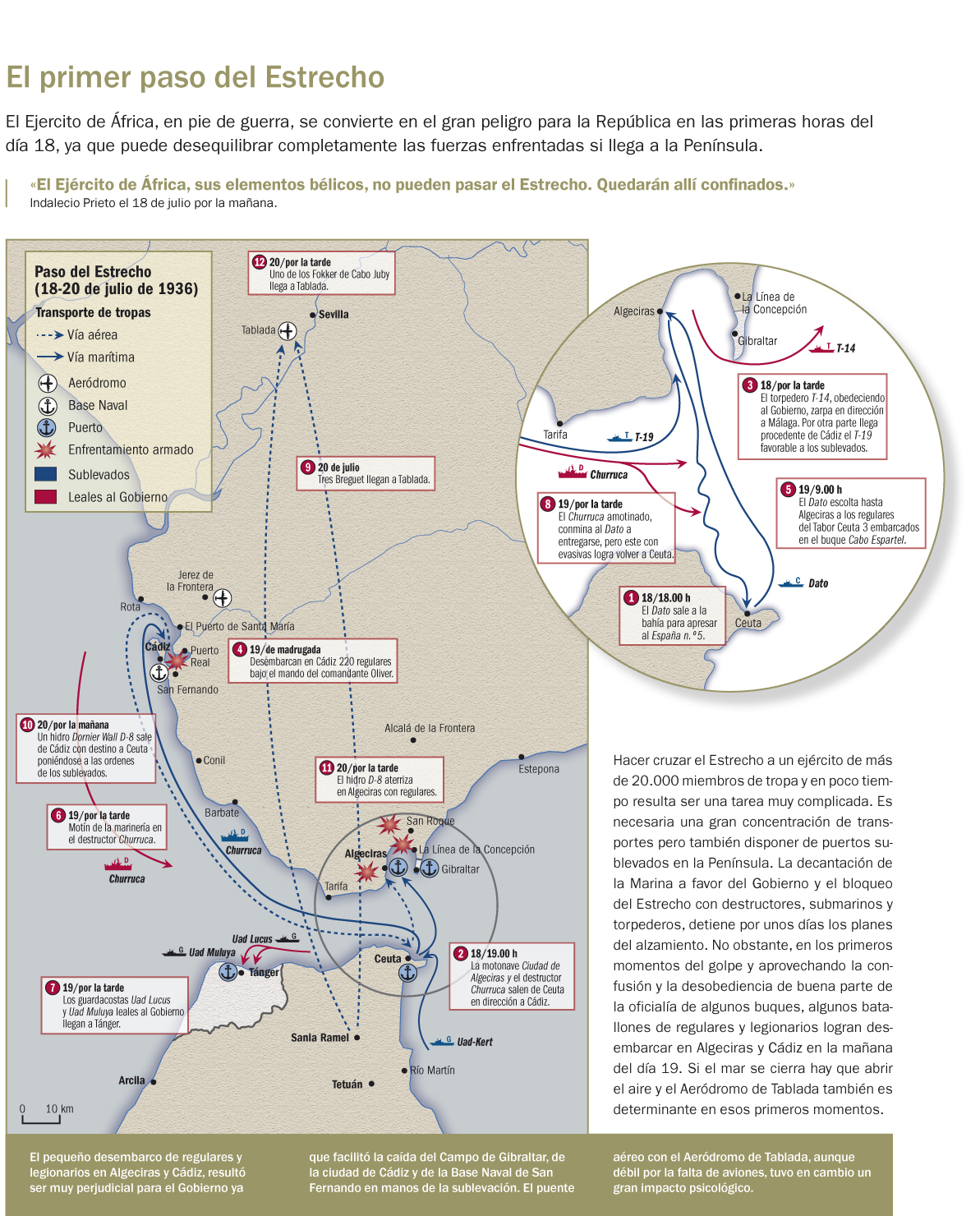
Infografía que narra el cruce del estrecho de Gibraltar por algunas unidades sublevadas del Ejército de África entre el 18 y el 20 de julio de 1936.

La primera solución para superar el bloqueo en el que se encontraban las fuerzas sublevadas del norte de África fue organizar un rudimentario puente aéreo con dos hidros Dornier Wal de la base naval de Cádiz y con tres Fokker F.VII de bombardeo que habían despegado de Cabo Juby (Tarfaya) llamados por el Gobierno, pero que aterrizaron en Larache y en Tablada (Sevilla) cuando estos aeródromos ya estaban en poder de los sublevados. En cada vuelo, organizado por el general Kindelán, los Fokker F.VII llevaban entre 10 y 15 legionarios de Tetuán a Tablada.
Tras el amotinamiento de las dotaciones de la flota los sublevados no contaban con ningún barco de guerra importante en la zona del estrecho para levantar el bloqueo y en cuanto a la aviación sólo tenían seis biplanos Breguet 19 (más siete que estaban en Tetuán pendientes de reparación), dos cazas Nieuport 52 y algunos hidroaviones que podían usarse para bombardear a la flota republicana. Así el 26 de julio tres Breguet bombardearon el acorazado Jaime I y el crucero Libertad y el 29 el C-3, obligándolo a sumergirse. Pero a pesar de que para estos lentos y anticuados aviones el bombardeo era extremadamente difícil, consiguieron hostigar a la flota republicana debido a que ésta, tras los amotinamientos, estaba baja de moral y sus mandos eran de baja graduación carentes de experiencia. Además en la zona del estrecho estaba actuando una flota de la marina alemana integrada por 3 acorazados, 2 cruceros y 4 destructores, que dificultaron la labor de control y bombardeo de la costa de la Armada republicana. Por último a partir del 3 de agosto ya estaban operativos seis de los nueve bombarderos italianos Savoia-Marchetti S.M.81 que habían llegado a Tetuán el 30 de julio enviados por Mussolini para apoyar a los sublevados.
La superioridad aérea llevó al general Franco a ordenar el paso del estrecho de una pequeña flota transportando varias unidades del Ejército de África y que consiguió cruzarlo el 5 de agosto. La propaganda de los sublevados la llamó el "Convoy de la Victoria". Inmediatamente la flota republicana hizo una demostración de que seguía siendo dueña del estrecho y en represalia por el paso del convoy, el día 7 de agosto el acorazado Jaime I y el crucero Libertad, junto a dos destructores, atacaron en la bahía de Algeciras las baterías costeras y al cañonero Eduardo Dato, la principal unidad naval de los sublevados de la zona dejando a este inutilizado por un incendio casi hasta el final del conflicto, y al guardacostas Uad Kert por un impacto en la caldera. Por su parte el crucero Miguel de Cervantes bombardeó Cádiz y el destructor Almirante Valdés Larache, aunque el 13 de agosto dos bombardeos Junkers Ju 52 alemanes alcanzaron al acorazado Jaime I causándole daños de alguna importancia, lo que motivó represalias en el crucero Libertad donde fueron asesinados varios oficiales que estaban allí detenidos por intentar sumarse a la sublevación de julio.
Como el control del paso del estrecho, siguió en manos gubernamentales, los sublevados organizaron un auténtico puente aéreo después de que llegaran al Protectorado Español de Marruecos los primeros veinte aviones de transporte alemanes Junkers Ju 52 enviados por Hitler, que se podían convertir fácilmente en bombarderos, acompañados por cazas. En este puente puente aéreo entre Marruecos y la Península se trasportaron entre finales de julio y finales de octubre de 1936 más de 13 000 legionarios y regulares del Ejército de África.

### El envío de la flota republicana al norte
La ineficacia de la flotilla de cinco submarinos enviada al Mar Cantábrico para acabar con el dominio que tenía en ese mar la pequeña flota del bando sublevado, decidió al gobierno a enviar el 21 de septiembre al grueso de la flota republicana de superficie (el acorazado Jaime I, los cruceros Miguel de Cervantes y Libertad y seis destructores) con el objetivo primordial de detener el avance de las tropas franquistas por la costa tras la toma de Irún y de San Sebastián en la campaña de Guipúzcoa. En la decisión, la "peor de toda la guerra civil" según Michael Alpert, influyó la creencia de que el crucero Canarias tardaría en acabarse en el astillero de Ferrol a causa de los supuestos destrozos causados por una bomba lanzada el 22 de agosto (el mando republicano ignoraba que en realidad la bomba había caído al agua). También hubo un motivo político: respaldar la autoridad del Gobierno de la República en el País Vasco, donde estaba a punto de formarse un gobierno autónomo en cuanto se aprobara el Estatuto de Autonomía (lo que se produjo el 1 de octubre). Asimismo contó un exceso de confianza de que con los cinco destructores que se dejaban en la zona del estrecho de Gibraltar serían suficientes para mantener el bloqueo del Estrecho. Por último en la decisión de enviar la flota republicana al norte también influyó la negativa de Gran Bretaña, que contaba con la flota naval de guerra más importante del Mediterráneo, a que el gobierno republicano detuviera el tráfico neutral dirigido al territorio enemigo, por lo que los buques de guerra republicanos no podrían impedir que los barcos mercantes alemanes e italianos desembarcaran material de guerra en los puertos de Ceuta, Melilla, Cádiz, Algeciras o Sevilla, controlados por los sublevados.
El 23 de septiembre la escuadra llegaba a Gijón, continuando tres destructores a Santander. El objetivo de paralizar o retrasar las operaciones en tierra de los sublevados se consiguió. Así el general Mola se vio obligado a suspender el ataque a Vizcaya y Bilbao y se retrasa el avance de las columnas gallegas hacia Oviedo, que se ven obligadas a ir por el interior. Su superioridad es absoluta y durante la estancia de la flota republicana en el Cantábrico, no hay actividad en el mismo de la marina rebelde, refugiada en la base naval de Ferrol. "Pero los gubernamentales, aunque liberaron su propio comercio, no hicieron nada para conseguir el dominio de las comunicaciones enemigas, porque no se interrumpió la llegada constante de material desde Alemania que ahora tenía la ruta a Sevilla más o menos libre. Tampoco se aprovechó el dominio temporal de la zona para desembarcar tropas en diferentes sectores de la costa Norte. Sin embargo, la mayor consecuencia de la carencia de claras decisiones fue la incursión en el Estrecho de Gibraltar del Canarias y del Almirante Cervera".

### El desbloqueo por las fuerzas sublevadas

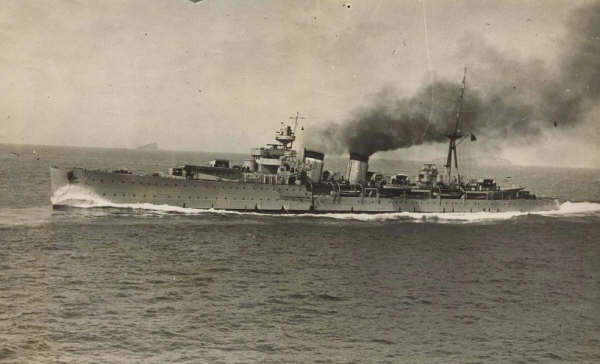
El crucero Almirante Cervera

Los dos cruceros franquistas llegaron al estrecho en la madrugada del 29 de septiembre de 1936. A las 5,30 horas el Canarias avistó al destructor republicano Almirante Ferrándiz y estrenó su artillería impactándole desde 16 000 metros con la segunda andanada y a 20 000 con la tercera. El destructor recibió un total de 6 impactos de 200 mm que dejaron el buque inmovilizado y en llamas sin haber podido realizar ningún disparo de respuesta. El destructor Almirante Ferrándiz se hundió a 18 millas náuticas al sur de la Punta de Calaburras con casi toda su dotación, compuesta por 160 personas.
Por su parte el Almirante Cervera localizó a otro destructor republicano, el Gravina, sobre el que tras 300 disparos de su artillería principal logró dos impactos, y tuvo que buscar refugio en el puerto de Casablanca.
Mientras el Almirante Cervera perseguía al Gravina, el Canarias cesó el fuego para recoger a 31 náufragos y concedió autorización a un mercante francés que estaba próximo para recoger a otros 25 más, incluido el joven comandante del Almirante Ferrándiz, el alférez de navío José Luis Barbastro.
Cuando el jefe de la flota republicana, el capitán de corbeta Miguel Buiza tuvo conocimiento del hundimiento del Almirante Ferrándiz elevó una protesta al ministro de Marina y Aire Indalecio Prieto por la falta de información aérea que tenían los barcos, "pedida con insistencia y prometida sin resultado", que hubiera evitado el "sacrificio estéril" de la "dotación heroica" del destructor. Prieto le contestó defendiendo a las fuerzas aéreas que "con escasez de medios que la coloca en terrible inferioridad viene dando pruebas de maravilloso espíritu de sacrificio".

## Consecuencias
En la tarde del mismo día 29 de septiembre los dos cruceros franquistas comenzaron a dar escolta a los primeros transportes de soldados desde Ceuta a la península. "En los primeros días pudieron pasar a la Península entre 6000 y 8000 hombres con su material, y en adelante el paso de tropas no encontró oposición".
Después de escoltar los convoyes, el Canarias y el Almirante Cervera realizaron la primera incursión de la flota del bando sublevado por el Mediterráneo. Su primer objetivo fue bombardear los depósitos de petróleo de Almería. El 9 de octubre el Almirante Cervera hundía los guardacostas Uad-Muluya y Uad-Lucus mientras cañoneaba el litoral de Málaga. Ni la aviación republicana ni los cuatro submarinos de la Clase B (1922) que se encontraban por la zona respondieron.
A principios de noviembre de 1936 los sublevados desplegaron en el estrecho una flotilla de bous armados y renovaron y ampliaron las baterías de costa de Ceuta, Algeciras y Tarifa, con lo que estrecho de Gibraltar quedó definitivamente cerrado al tráfico enemigo.
Según el historiador británico Michael Alpert:

No se puede minimizar la importancia del control nacional sobre el Estrecho de Gibraltar. Los nacionales dominaban una posición central, controlando una ruta marítima estrecha, y dominaban también el hinterland donde se encontraban las bases de apoyo. Al dominar el Estrecho se abrió la posibilidad, de gran significación para los meses venideros, de establecer una base avanzada en Palma de Mallorca, cuyo abandono por las fuerzas expedicionarias de la República llegaría a adquirir ahora una significación evidente